# Glassmecke
Die Glassmecke ist ein 6,2 km langer und orographisch rechter Nebenfluss der Ruhr im Stadtgebiet Meschede im Hochsauerlandkreis, Nordrhein-Westfalen (Deutschland).

## Geographie

### Verlauf

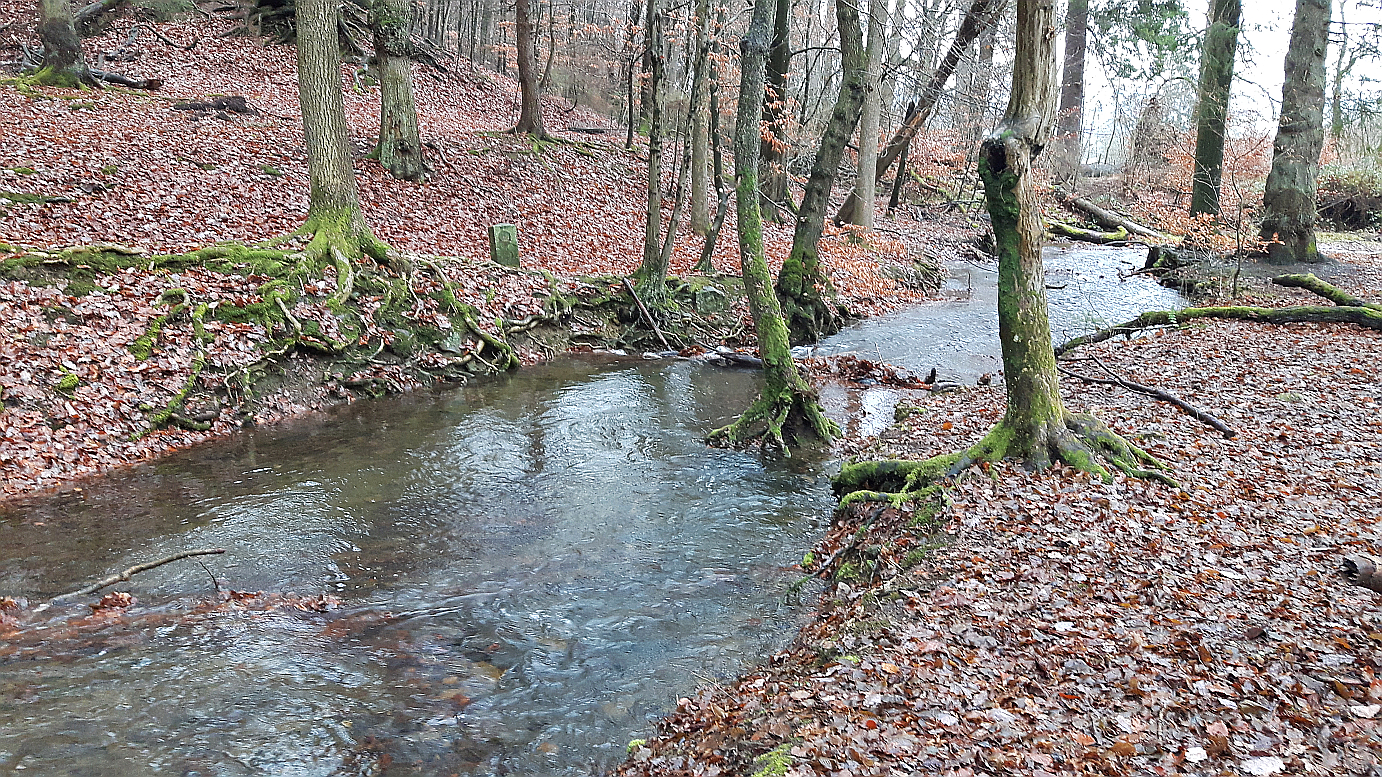
Glassmecke bei Meschede-Enste

Der im Hochsauerland verlaufende Bach entspringt auf einer Höhe von 540 m ü. NHN im Naturschutzgebiet Erlenbruch am oberen Glasmeckesiepen an der Landstraße 856 rund 200 m nördlich des Fernmeldeturms Meschede.
Sie fließt durch den Ort Enste und mündet im Naturschutzgebiet Ruhrtal bei Laer nahe Schloss Laer auf einer Höhe von 368 m ü. NHN  von rechts in die angrenzende Ruhr.
Ihr 6,2 km langer Lauf endet ungefähr 172 Höhenmeter unterhalb ihrer Quelle, er hat somit ein mittleres Sohlgefälle von 28 ‰.

### Einzugsgebiet
Das 7,38 km² große Einzugsgebiet der Glassmecke wird über die Lenne, die Ruhr und den Rhein zur Nordsee entwässert.
Es grenzt
- im Nordosten an das des Hirschberger Bachs, der über  den Schorenbach, die Wester, die Möhne in die Ruhr entwässert
- im Osten an das der Großen Steinmecke, die in den Ruhr-Zufluss Gebke (Meschede) mündet und an das der Kleinen Gebke, die auch in die Ruhr mündet
- im Südwesten an das des Ruhr-Zuflusses Grügelbach
- im Nordwesten an das der Gebke, die bei Wennemen in die Ruhr mündet
- und im Norden an das der Bermecke, die in den Lottmannshardbach-Zufluss Wackermündet  und in das der  Bermecke, die über den Lottmannshardbach und die Heve in die Möhne entwässert.

### Nebenflüsse
Der Glassmecke fließen von den umliegenden Höhen einige kurze Bäche zu. Die größten Nebenflüsse sind die Linsemecke und der Galliläabach.
- Linsemecke (links), 1,8 km, 0,94 km²
- Galliläabach (links), 1,7 km, 1,35 km²